# Seaside (Oregon)
Seaside – miasto w Stanach Zjednoczonych, w stanie Oregon, w hrabstwie Clatsop.